# منطقه آب‌اشباع

برش عرضی از یک تپه که منطقه هواده، حاشیه موئینه، سطح ایستابی و منطقه آب‌اشباع را نشان می‌دهد.

منطقه آب‌اشباع (انگلیسی: Phreatic zone) یا زون اشباع به منطقه‌ای از سفره آب زیرزمینی گفته می‌شود که پایین‌تر از سطح ایستابی قرار داشته و تقریباً تمام فضاها و حفره‌های آن از آب اشباع پر شده‌است.
منطقه آب‌اشباع به عنوان مرز زیرین منطقه هواده (زون اشباع‌نشده آب) شناخته می‌شود.
ابعاد و اندازه، رنگ و ژرفای منطقه آب‌اشباع ممکن است با تغییر فصل و طی دوره‌های خشک و مرطوب تغییر کند.